# Elavon
Elavon é uma credenciadora multibandeira, atuante no setor de cartões de pagamento, advindas dos grupos de bancos Citigroup e U.S Bancorp. A empresa possui operação de vendas internacional, presente em mais de 30 países, realizando os serviços de credenciamento de estabelecimentos, captura, transmissão, processamento e liquidação financeira das transações realizadas com cartões. 
A sede brasileira da companhia, conhecida como Elavon do Brasil iniciou suas atividades em território nacional no ano de 2011, se tornando em poucos anos uma das maiores adquirentes do mercado brasileiro de meios de pagamentos. Em abril de 2016, a empresa foi vendida pela Citigroup para a Stone Pagamentos, que herdou sua base de clientes e manteve a marca até meados de 2018, posteriormente integrando toda a operação em sua responsabilidade.

## História
Fundada em 1991 em Atlanta, primeiramente sob o nome de Nova Corporation, a empresa passou por um processo de joint venture com a empresa Bank of Ireland, em Dublin, chamado de EuroConex Technologies, focado em oferecer serviços de meios de pagamento pelo país e pela Europa.
Em 2001, a U.S Bancorp anuncia a aquisição da empresa Nova Corporation pelo valor de 2,1 bilhões de dólares em valor comercial.
Em 2004, a Nova Corporation passou a integrar a América Latina através da associação com o banco Santander e o banco Alliance & Leicester, do Reino Unido, integrando em suas operações mais de 27 mil clientes. Em abril do mesmo ano, a Nova Corporation anuncia a compra do restante da EuroConex que não fazia parte do Bank of Ireland, por 40 milhões de euros.
Em 2008 a Nova Corporation foi renomeada para Elavon, em fusão com a Southern DataComm (SDC) and Global Card Services (GCS).

## Presença no Brasil
Inicialmente, a empresa passou a integrar a América Latina através da associação com o setor mexicano do banco Santander. As operações no Brasil foram iniciadas em 2011, depois de uma joint venture com o Citibank, subsidiária do grupo Citigroup.

Em abril de 2016, a Elavon do Brasil foi adquirida pela Stone Pagamentos em sua totalidade, herdando sua quantidade de clientes e operação em território nacional e se transformando na quarta maior adquirente brasileira de meios de pagamentos.